# Branka Musulin
Branka Musulin   (Zagreb, 6 d'agost de 1917 - Schmallenberg, 1 de gener de 1975) va ser una pianista clàssica i professora alemanya croata.

## Biografia
A partir dels vuit anys, va estudiar amb el cèlebre pianista croat Svetislav Stančić a Zagreb i va tocar en públic en aquell moment. Després del seu diploma de concert, va viatjar a París el 1936 per estudiar amb Alfred Cortot i Yvonne Lefébure. A partir de 1938, va estudiar amb Alfredo Casella a Siena i després de 1941 amb Max von Pauer a Alemanya del Sud.
El 1944, es va casar amb Friedrich Bienert a Dresden, van tenir una filla. Branka Musulin va tocar sota la batuta de Hans Müller-Kray, Willem Mengelberg, Hermann Abendroth, Franz Konwitschny, Karl Böhm, Georg Solti i Sergiu Celibidache. El 1958, es va convertir en professora, més tard professora a la "Hochschule für Musik und Darstellende Kunst" de Frankfurt.

## Enregistraments
- Ludwig van Beethoven, Concert per a piano núm. op. 58
- Frédéric Chopin, Concert per a piano núm. 2
- Frédéric Chopin, Concert per a piano núm. 1
- Ludwig van Beethoven, Sonates nos 17 (D menor, Op 31 No 3) i 32 (Do menor, Op 111). Oriole MG 20104 (estèreo SMG 20105 [sic]). Revisat a la revista Gramophone, març de 1965.